# Doug Zmolek
Douglas Allan Zmolek (né le 3 novembre 1970 à Rochester dans l'État du Minnesota aux États-Unis) est un joueur professionnel américain de hockey sur glace. Il évoluait au poste de défenseur.

## Biographie
Zmolek est repêché par les North Stars du Minnesota au 7e rang lors du premier tour du repêchage d'entrée de 1989 dans la Ligue nationale de hockey après avoir évolué pour l'école secondaire John Marshal à Rochester. Il rejoint l'Université du Minnesota la même année de son repêchage et joue pour l'équipe des Golden Gophers. En 1990, il rejoint l'équipe junior des États-Unis à l'occasion du championnat du monde junior, qui se conclut par une septième place pour l'équipe américaine.
Alors qu'il évolue toujours à l'université, il est réclamé par les Sharks de San José lors du repêchage d'expansion de 1991. Il joue trois saisons avec les Golden Gophers puis fait directement le saut dans la LNH avec les Sharks. Lors de sa carrière dans la LNH, il a fait des passages avec les Stars de Dallas, les Kings de Los Angeles puis les Blackhawks de Chicago. 
Il joue ses dernières parties professionnelles en 2000-2001 avec les Wolves de Chicago dans la Ligue internationale de hockey.

## Statistiques

### En club
| Saison     | Équipe                      | Ligue      |     | Saison régulière | Saison régulière | Saison régulière | Saison régulière | Saison régulière |   | Séries éliminatoires | Séries éliminatoires | Séries éliminatoires | Séries éliminatoires | Séries éliminatoires |
| Saison     | Équipe                      | Ligue      | PJ  | B                | A                | Pts              | Pun              | PJ               | B | A                    | Pts                  | Pun                  |                      |                      |
| 1989-1990  | Golden Gophers du Minnesota | WCHA       | 40  | 1                | 10               | 11               | 52               | -                | - | -                    | -                    | -                    |                      |                      |
| 1990-1991  | Golden Gophers du Minnesota | WCHA       | 42  | 3                | 15               | 18               | 94               | -                | - | -                    | -                    | -                    |                      |                      |
| 1991-1992  | Golden Gophers du Minnesota | WCHA       | 44  | 6                | 21               | 27               | 88               | -                | - | -                    | -                    | -                    |                      |                      |
| 1992-1993  | Sharks de San José          | LNH        | 84  | 5                | 10               | 15               | 229              | -                | - | -                    | -                    | -                    |                      |                      |
| 1993-1994  | Sharks de San José          | LNH        | 68  | 0                | 4                | 4                | 122              | -                | - | -                    | -                    | -                    |                      |                      |
| 1993-1994  | Stars de Dallas             | LNH        | 7   | 1                | 0                | 1                | 11               | 7                | 0 | 1                    | 1                    | 4                    |                      |                      |
| 1994-1995  | Stars de Dallas             | LNH        | 42  | 0                | 5                | 5                | 67               | 5                | 0 | 0                    | 0                    | 10                   |                      |                      |
| 1995-1996  | Stars de Dallas             | LNH        | 42  | 1                | 5                | 6                | 65               | -                | - | -                    | -                    | -                    |                      |                      |
| 1995-1996  | Kings de Los Angeles        | LNH        | 16  | 1                | 0                | 1                | 22               | -                | - | -                    | -                    | -                    |                      |                      |
| 1996-1997  | Kings de Los Angeles        | LNH        | 57  | 1                | 0                | 1                | 116              | -                | - | -                    | -                    | -                    |                      |                      |
| 1997-1998  | Kings de Los Angeles        | LNH        | 46  | 0                | 8                | 8                | 111              | 2                | 0 | 0                    | 0                    | 2                    |                      |                      |
| 1998-1999  | Blackhawks de Chicago       | LNH        | 62  | 0                | 14               | 14               | 102              | -                | - | -                    | -                    | -                    |                      |                      |
| 1999-2000  | Blackhawks de Chicago       | LNH        | 43  | 2                | 7                | 9                | 60               | -                | - | -                    | -                    | -                    |                      |                      |
| 2000-2001  | Wolves de Chicago           | LIH        | 2   | 0                | 0                | 0                | 2                | -                | - | -                    | -                    | -                    |                      |                      |
| Totaux LNH | Totaux LNH                  | Totaux LNH | 467 | 11               | 53               | 64               | 905              | 14               | 0 | 1                    | 1                    | 16                   |                      |                      |

### En équipe nationale
| Année | Compétition                 |   | PJ | B | A | Pts | Pun      |  | Résultat |
| 1990  | Championnat du monde junior | 7 | 0  | 1 | 1 | 2   | 7e place |  |          |

## Trophées et honneurs personnels
- 1991-1992 :
  - nommé dans la deuxième équipe d'étoiles de la WCHA.
  - nommé dans la deuxième équipe d'étoiles de la région Ouest de la NCAA.